# Pavant Range
Pavant Range, také Pahvant Range, je pohoří v centrální části státu Utah, v Millard County a Sevier County, ve Spojených státech amerických.
Rozkládá se od severovýchodu k jihozápadu, má délku okolo 70 kilometrů a šířku 30 kilometrů.
Nejvyšším bodem pohoří je hora Mine Camp Peak (3 116 m).
Pohoří je pojmenované podle indiánského kmene Pavantů, kteří jsou součástí Uteů. V jazyce Uteů pak slovo Pahvant značí dostatek vody. Pavant Range je součástí Koloradské plošiny.